# Битва при Амнии
Битва при Амнии — одно из первых сражений Первой Митридатовой войны.
Войска римлян и их союзников готовились ко вторжению в Понт и разделили свои силы на три части, которыми командовали римские полководцы. Кассий стоял на границе Вифинии и Галатии, Маний — на пути из Понта в Вифинию, а Оппий — у границ Каппадокии. По словам Аппиана, каждый из них имел 40 000 пехоты и 4000 всадников. Вифинская армия составляла 50 000 пехотинцев и 6000 всадников.
Война началась осенью 89 года до н. э. с вторжения Никомеда в области Блаена и Домантида. У реки Амний, на широкой равнине, его встретила понтийская армия под командованием Архелая. Согласно Мемнону, армия Архелая составляла 40 000 пехоты и 10 000 конницы. Однако это сомнительно, учитывая, что общую численность армии Митридата он определяет в 200 000 человек. Перед битвой Никомед вывел всех своих воинов, а Архелай и Неоптолем — только легковооружённых пехотинцев, конницу и колесницы.
Неоптолем отправил своих людей занять холм, и вифинцы атаковали понтийцев. После этого в бой вступила армянская конница под командованием Аркафия, которая атаковала фалангу Никомеда. Конница Аркафия нанесла поражение вифинской коннице и стала её преследовать. Архелай направил своих людей на помощь Неоптолему, и вифинцы оказались вынуждены сражаться на два фронта. Теперь в бой были введены серпоносные колесницы, которые буквально прорезали строй вифинцев. Вифинцы в ужасе бежали, Никомед едва спасся, потеряв половину армии. В панике Никомед оставил в лагере свою казну, и Митридат захватил её.
Это был один из успешных примеров применения серпоносных колесниц в бою, которые не использовали со времён битвы при Магнезии.